# Aeroportul Internațional Kigali
Aeroportul Internațional Kigali (IATA: KGL, ICAO: HRYR) este un aeroport din Provincia Kigali, Rwanda ce deservește zona Kigali. Aeroportul a fost tranzitat în 2019 de 1.144.144 de pasageri. A fost deschis în 1928 și numit după zona deservită.
Situat la o altitudine de 1.481 m, aeroportul dispune de 1 pistă.

## Infrastructură

### Piste
Aeroportul dispune de o singură pistă. Pista 10/28 are suprafața de asfalt și dimensiunile 3.500 m × . 